# Vates pectinicornis
Vates pectinicornis es una especie de mantis de la familia Mantidae.

## Distribución geográfica
Se encuentra en Costa Rica, Panamá y Venezuela.